# Zzz (曲)
「Zzz」（ズズズ）は、佐咲紗花の4枚目のシングル。2011年5月25日にLantisから発売された。

## 概要
前作「fly away t.p.s」から約3ヶ月ぶりのリリースであり、2011年2作目のシングル。表題曲「Zzz」は、テレビアニメ『日常』のエンディングテーマ (1 - 13話) として使用されている片思いの初恋の心情を歌った曲。アップテンポに歌い上げるものが多く、これまでの佐咲の楽曲では見られなかったキュートな曲調になっている。3,4トラック目には、「Zzz」をア・カペラとボサノヴァ風にアレンジしたバージョンが収録されており、これらもエンディングテーマとして使用された。カップリング曲「ガッコーガッコーLIFE!!」は、間違って日曜日に学校へ行こうとするという内容の、ハイテンションな曲である。
CDジャケットには、『日常』の登場人物である相生祐子と東雲なのなどが眠っている姿が描かれている。作詞・作曲は、表題曲・カップリング曲ともに、『日常』のオープニングテーマも担当した前山田健一である。
このシングルの発売と同時にワンマンライブ『佐咲紗花 LIVE Link to You 01』の開催が発表され、CD購入の特典としてチケットの優先先行受付が行われた。

## 収録曲
（全作詞・作曲：前山田健一）
1. Zzz [4:12]
  - テレビアニメ『日常』 第1-5話エンディングテーマ
2. ガッコーガッコーLIFE!! [3:45]
3. Zzz（Acappella Version） [2:47]
  - テレビアニメ『日常』 第6-9話エンディングテーマ
4. Zzz（Bossa Nova Version） [4:06]
  - テレビアニメ『日常』 第10-13話エンディングテーマ

編曲：板垣祐介
5. Zzz（Instrumental）
6. ガッコーガッコーLIFE!!（Instrumental）

## 参加ミュージシャン
- 板垣祐介 - ギター (#2,4)